# پایگاه مریمه
پایگاه مِـریمِه (فرانسوی: Base Mérimée‎؛ ‏فرانسوی: [meʁime]) پایگاه داده میراث تاریخی و معماری فرانسه است که توسط وزارت فرهنگ فرانسه راه‌اندازی و پیشتیبانی می‌شود. این پایگاه در سال ۱۹۷۸ ایجاد شد و در سال ۱۹۹۵ به صورت آنلاین بر قرار شد. این پایگاه داده که به‌طور دوره‌ای به‌روزرسانی می‌شود و تا تاریخ اکتبر ۲۰۲۰ بیش از ۳۲۰۰۰۰ ورودی داشت، معماری مذهبی، محلی، کشاورزی، آموزشی، نظامی و صنعتی را پوشش می‌دهد و به سه حوزه تقسیم می‌شود: بناهای تاریخی، فهرست عمومی، و معماری (شامل معماری‌های برجستهٔ معاصر). این پایگاه به نامِ نویسنده، مورخ و بازرس کل بناهای تاریخی، «پروسپر مریمه» نام‌گذاری شده‌است که اولین بررسی آثار فرهنگی-تاریخی فرانسه را در سال ۱۸۴۰ منتشر کرد.